# Baumhöhlen-Krötenlaubfrosch

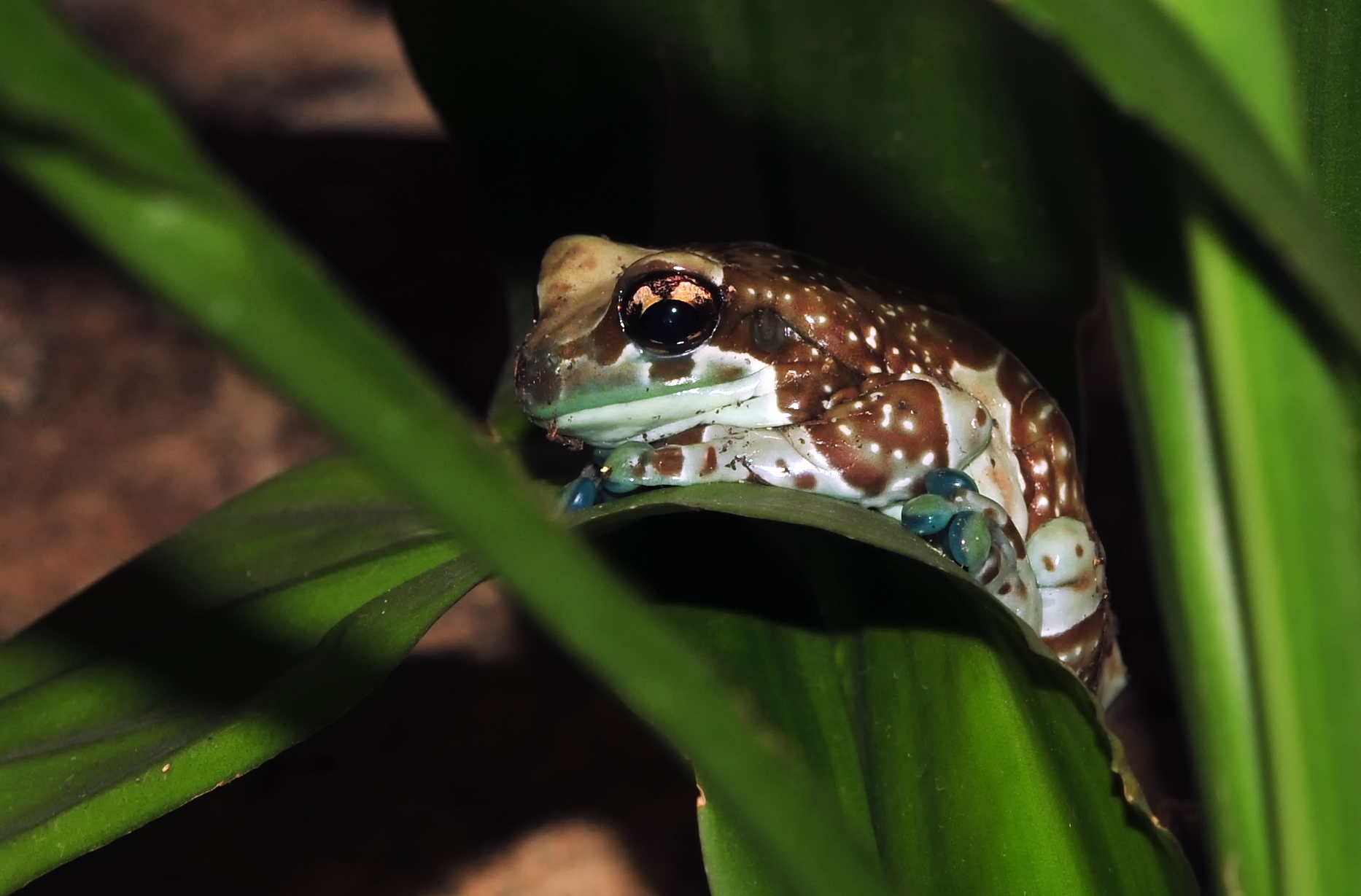
Baumhöhlen-Krötenlaubfrosch.

Der Baumhöhlen-Krötenlaubfrosch (Trachycephalus resinifictrix, Syn.: Phrynohyas resinifictrix) gehört innerhalb der Ordnung der Froschlurche (Anura) zur Familie der Laubfrösche (Hylidae). Einige Arten der heutigen Gattung Trachycephalus wurden bis zu einer umfassenden Revision der Familie Hylidae im Jahr 2005 unter dem Namen Phrynohyas geführt.

## Beschreibung
Der nachtaktive Baumhöhlen-Krötenlaubfrosch erreicht eine Größe von bis zu 8 Zentimetern. Seine dunkelbraune Grundfärbung ist mit weißen Querbändern, Flecken und Punkten durchzogen. Die Bauchseite ist cremefarben, die zu den Flanken hin bläulich schimmert. Die Füße mit den Haftscheiben, mit denen sie sich an Blättern und Ästen festhalten, sind ebenso bräunlich gefärbt sowie mit einem bläulichen Schimmer versehen. Die auf dem Rücken befindlichen Drüsenwarzen (Parotiden) sondern ein klebriges Hautsekret ab, das zur Abwehr von Fressfeinden eingesetzt wird. Aufgrund ihrer sehr großen Schallblasen sind Männchen in der Lage, ausgesprochen laute Töne von sich zu geben. 

## Verbreitung, Lebensweise
Das Verbreitungsgebiet erstreckt sich über die gesamte Amazonasregion. Die Art ist insbesondere in Brasilien, Venezuela, Kolumbien und östlich der Anden weit verbreitet. Sie lebt ausschließlich auf Bäumen. Hier legen die Tiere auch ihren Laich ab. Dazu nutzen sie mit Wasser gefüllte Blätter und Blütenkelche.
Erwachsene Baumhöhlen-Krötenlaubfrösche fressen neben Insekten alles, was sie an Kleintieren überwältigen können. Kaulquappen leben überwiegend von Algen, Detritus und Laich. 
Die Paarung ist an keine feste Jahreszeit gebunden. Weibchen legen in der Regenzeit in mehreren Schüben bis zu 3000 Eier in mit Wasser gefüllte hohle Bäume, sogenannte Phytotelmen. Die Kaulquappen schlüpfen bereits nach einem Tag und ernähren sich von den im Gelege vorhandenen unbefruchteten Nähreiern. Sie haben während der ersten Lebensphase noch Außenkiemen. Nach rund drei Wochen ist die Metamorphose zum Jungfrosch abgeschlossen. Wie die erwachsenen Baumhöhlen-Krötenlaubfrösche verfügen Jungfrösche über die gleiche Grundfärbung, die allerdings etwas kontrastreicher ausfällt.